# Пикоплатин
Пикоплатин — цитостатический противоопухолевый химиотерапевтический лекарственный препарат алкилирующего типа действия из группы производных платины. В настоящее время он находится в процессе клинических испытаний, проводимых фирмой Poniard Pharmaceuticals (ранее известной как фирма NeoRx) для лечения различных видов солидных злокачественных опухолей.
Во время первой и второй фаз клинических испытаний пикоплатин показал активность в отношении многих видов солидных злокачественных опухолей, в частности рака лёгких, рака яичников, рака толстой и прямой кишки, злокачественных опухолей яичек, гормонально-рефрактерного рака предстательной железы. Однако во время проведения третьей фазы клинических испытаний пикоплатин не смог продемонстрировать какие-либо преимущества по сравнению со стандартным лечением при мелкоклеточном раке лёгких. Тем не менее сохраняется надежда на возможность успешного использования пикоплатина при метастатическом раке толстой и прямой кишки.